# Liste des districts du territoire de Pondichéry
Le territoire de Pondichéry en Inde est subdivisé en 2013 en 4 districts.

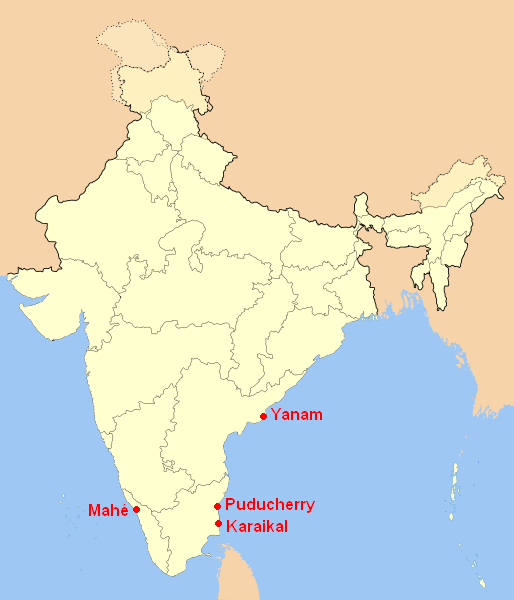
Le territoire de Pondichéry sur la carte de l'Inde.

## Liste des districts
| Code | District   | Chef-lieu  | Population (2011) | Superficie (km²) | Densité (/km²) | Site web officiel                                                                        |
| KA   | Karaikal   | Karaikal   | 200 314           | 160              | 1 252          | http://Karaikal.gov.in/                                                                  |
| MA   | Mahé       | Mahé       | 41 934            | 9                | 4 659          | http://mahe.gov.in/                                                                      |
| PO   | Pondichéry | Pondichéry | 946 600           | 293              | 3 231          | « http://puducherry.nic.in/ »(Archive.org • Wikiwix • Archive.is • Google • Que faire ?) |
| YA   | Yanam      | Yanam      | 55 616            | 17               | 3 272          | http://yanam.nic.in/                                                                     |